# Латорре, Мариано
Мариано Лаутаро Лато́рре (Марьяно, исп. Mariano Lautaro Latorre Court; 4 января 1886, Кобкекура, Чили —11 ноября 1955) — чилийский писатель и журналист, историк литературы баскского происхождения.
Стоял у истоков и определил теоретические принципы креолизма — литературной школы в чилийской культуре, представляющей собой интерес к сельской жизни и природе Латинской Америки и, в частности, Чили, формированию национальной идентичности.
Лауреат Национальной премии Чили в области литературы (1944).

## Биография
Изучал право в Чилийском университете в Сантьяго. Затем с 1908 года, в педагогическом институте — латинский и испанский язык и литературу.
С 1915 года работал преподавателем испанского языка в педагогическом институте Чилийского университета. На протяжении более сорока лет был профессором литературы в Университете Чили.
В 1949 году совершил поездку в Перу, Колумбию, Аргентину и Боливию, где читал лекции по литературе.
Сотрудничал с рядом чилийских газет и журналов («La Actualidad», «La Libertad», «La Revista Zig-Zag»).
В сборниках рассказов и повестей «Рассказы Мауле» (1912), «Колыбель кондоров» (1918), «Улли...» (1923), «Чилийцы с берега моря» (1929), «Люди сельвы» (1933), «Люди и лисы» (1937), «Мапу» (1942), «Ветер с лугов» (1944), «Чили — страна окраин» (1947), «Остров птиц» (1955), а также в романе «Сурсулита» (1920) создавал правдивые картины чилийской жизни и поднимал острые проблемы современности. Посмертно опубликован роман «Пакера» (1958), в котором автор обратился к городской проблематике.
Автор литературоведческих работ о латиноамериканской литературе, в том числе «Брет Гарт и южноамериканский креолизм» (1935). Его знаменитое эссе «La Literatura de Chile» («Литература Чили», 1941), до сегодняшнего дня служит в качестве важного источника для ученых, изучающих чилийскую литературу.

## Избранная библиография
- Cuentos del Maule (1912)
- Cuna de Cóndores (1918)
- Zurzulita (1920)
- Ully (1923)
- Chilenos del Mar (1929)
- On Panta (1935)
- Hombres y Zorros (1937)
- La Literatura de Chile (1941)
- Mapu (1942)
- Viento de Mallines (1944)
- El Choroy de Oro (1946)
- Chile, País de Rincones (1947)
- El Caracol (1952)
- La Paquera (1958)
- La Isla de los Pájaros (1959)
- Memorias y otras confidencias (1971).

## Награды
- 1936 — Муниципальная премия Сантьяго по литературе.
- 1944 — Национальная премия Чили по литературе.